# Satna osnova
Satna osnova ili osnova saća je dobila naziv po tome što čini središnji dio satine (pokretni okvir s napetim žicama za satnu osnovu na koju pčele grade saće). Pčele inače grade saće tako da stvaraju grozd. Ako u sredinu grozda umetnemo satnu osnovu tada one na njoj izvlače bočne stjenke stanica. U satnoj osnovi su utisnuta dna i počeci stjenki radiličkih stanica (tako da osnova smanjuje broj trutova). Satnu osnovu izumio je Nijemac J. Mehring 1857., a usavršio ju je Amerikanac S. Wagner 1861. Ovaj je izum bio velik korak za unaprjeđenje pčelarstva, jer smo usmjerili pčele na gradnju saća tamo gdje mi želimo (unutar okvira). Izrađene satne osnove su grublje nego prirodno saće. Sav višak voska iz njih pčele koriste za gradnju stjenki stanica. Saće pod teretom meda lako pukne (na primjer tijekom vrcanja), pa zato treba satnu osnovu pojačati s nekoliko redova žica. Takvo saće je čvršće, pa može izdržati rukovanje koje na okvir postavlja moderno pčelarstvo. Postoje i trutovske satne osnove koje se koriste pri uzgoju matica.

## Preša za satne osnove
Preša ili tijesak za satne osnove je jedan od uređaja za izradu satnih osnova. One se mogu izraditi i pomoću valjaka. Za razliku od prešanih osnova koje su krute, ne savijaju se i lako pucaju, osnove dobivene valjanjem su savitljive, mogu se namatati na rolu poput platna. Osnove iz preše su deblje, pa ih se iz iste količine voska proizvede manji broj nego kod valjanja. Za lučilo kojim se premazuju ploče u preši koristi se sirutka, sapunica ili štirka. Temperatura voska je 85 do 90 ˚C da osnove ne bi bile predebele (ako je vosak hladniji) ili se lijepile za prešu (ako je topliji). Pčelinji vosak se mora prethodno zagrijati na 120 ˚C na 10 minuta pod tlakom 2 bara da bi se uništile spore uzročnika američke gnjiloće. Pri izradi pomoću valjaka vosak najprije prolazi kroz ravne valjke i nastaje traka jednake debljine. Nakon toga se traka propušta kroz gravirane valjke. Valjci u vosku koji prolazi između njih pod velikim pritiskom mijenjaju raspored molekula, pa ploča postaje savitljiva.

## Pribor za umetanje osnova saća
Pribora za umetanje i učvršćivanje osnova saća uključuje: šilo, svrdlo, bušilicu, šablonu za bušenje, šablonu za obilježavanje mjesta za bušenje rupa, kotačić za utapanje žice, podmetač i cilindar za zalijevanje voska. Pčelarski podmetač je obična daska nešto uža od okvira i služi za podmetanje pri učvršćivanju osnova saća za žicu na okviru. Nakon armiranja osnove saća žicom, ona se postavlja na podmetač i tako se sprječava kidanje žice i rezanje osnova saća. Šablona za obilježavanje rupa pravi se od jačeg lima, širine je letvice okvira i s obadvije strane se savija pod pravim kutom. Na limu su izbušene rupice kroz koje se olovkom obilježavaju mjesta za bušenje rupa na okviru. Kotačić za utapanje žice predstavlja značajan dio pčelarskog alata namijenjenog za utiskivanje žice na okvirima u osnovu saća. Postoje dva tipa kotačića: kotačić za hladno i kotačića za toplo utiskivanje. U radu se bolje pokazao kotačić s toplim utiskivanjem, jer kada se kotačić ugrije, on djelomično rastapa vosak, dok zubi na kotačiću zbog svog svojstvenog rasporeda obavijaju vosak oko žice, tako da se osnove saća jako dobro učvršćuju za žicu, a time i za okvir. Međutim, danas je sve više u upotrebi električni kotačić za utapanje žice.
Cilindar za zalijevanje voska je obična metalna cjevčica veličine olovke, koja se pravi od lakog materijala i kroz čiju sredinu prolazi kanal promjera 3 milimetra. Pri vrhu je zašiljen u obliku olovke, a suženje počinje na 30 mm od kraja, postepeno se sužava, a na vrhu cilindra ostaje otvor kanala od 3 mm. Pri radu cilindar se potopi u rastopljeni vosak, kojim se po zakonu spojenih posuda napuni. Da vosak iz cilindra ne bi izašao, gornji otvor se zatvara palcem i po želji na točno odabranom mjestu gdje treba dodati vosak podizanjem prsta on iscuri iz "voštane olovke".

### Pčelarsko šilo
Pčelarsko šilo služi za bušenje rupa na okvirima kroz koje će se uvlačiti žica za utapanje satnih osnova. U iste rupe mogu se uložiti i šuplji vijci. Raspored rupa ovisi o načinu uvlačenja žice: uzdužno (tada se buše po 4 rupe na svakoj bočnoj letvici) i poprečno (po 5 rupa na satonoši i na donjoj letvici). Napomena: način uvlačenja žice ovisi o sistemu utapanja satnih osnova: ako se žica utapa pomoću električne struje, žice se ne smiju dodirivati, jer bi u tom slučaju nastao kratki spoj! Postoje i ručne pčelarske bušilice (perforatori) specijalno izrađene za bušenje jedne ili više rupa, a na tržištu ima i električnih bušilica iste namjene.

### Kotačić za utapanje žice
Kotačić za utapanje žice služi za utiskivanje kanala za žicu u satnoj osnovi. Razlikujemo dva modela kotačića: njemački (sitnih zubi razrezanih po sredini) i američki (krupnijih nerazrezanih zubi). Bez obzira na model, pčelar prvo ugrije kotačić u toploj vodi (žica je već na svom mjestu na satnoj osnovi) i onda polako prelazi njime po žici, topeći pčelinji vosak i utiskuje žicu tvoreći preko nje mostiće od otopljenog voska. U istu svrhu služi i električni transformator (ispravljač, trafo, žvrk) uređaj čiji se rad zasniva na osnovu elektromagnetske indukcije, a pretvara električni napon jedne vrijednosti (u našem slučaju 220 V) u napon druge vrijednosti (12 V). Transformatorom se žica utapa u satnu osnovu putem zatvorenog kruga oslabljene električne struje. U istu svrhu može poslužiti i punjač za akumulator automobila, no valja pripaziti, jer radi puno brže.

### Natezač žice
Natezač žice je specijalni pčelarski alat koji služi za zatezanje žice nakon što se provuče kroz rupe na okviru. Nazivaju ga još i zatezačem ili španerom. Ako žice na okviru nisu dobro zategnute, sigurno je da se satna osnova neće moći pravilno stopiti s njom i da će prilikom rada pasti s okvira!

### Ugrađivanje satnih osnova u okvire
Satna osnova koje se ugrađuje u okvir plodišta treba biti veličine 415x260 milimetara, tako da pored bočnih letvica postoji zračnost od 2 do 3 milimetra, a iznad donje letvice 13 milimetara. I saće koje pčele izgrade u plodištu ne smiju dodirivati donju letvicu. Veličina satne osnove za poluokvire su 415x115 milimetara i cilj je da saće izgrađenih poluokvira pčele zalijepe na dno letvice.
Za ugrađivanje satnih osnova u okvire plodišta potrebna je jedna drvena ploča veličine 410x260x25 mm (pčelarski podmetač), a za poluokvir 410x110x35 mm. Prvo se postavi ploča na stol. Zatim se umetne satna osnova u utor na donjoj strani satonoše (gornja i najveća letvica okvira koja služi za vađenje iz košnice) i prstima se pritisnu žice okvira. Okvir sa satnom osnovom se stavlja na ploču tako da satna osnova bude na ploči, a preko nje ožičeni okvir, dok se sam okvir visi oko ploče. Zatim se koristi zagrijani kotačić za utapanje žice (zagrijan u toploj vodi) u satnoj osnovi ili se koristi električni grijač koji se stavlja na krajeve žice čime se zatvara električni krug preko žičanog okvira, zbog čega su žica ugrije i utopi se u satnoj osnovi. Čim je žica dovoljno utopljena prekida se dovod električne struje. Zatim dodatnim voskom, koji se rastopi u maloj posudi, zatvara se utor u satonoši (gornjoj letvici), čime je satna osnova zalijepljena za okvir. Time je ugradnja satnih osnova u okvire završena.

## Slike
|                                                                       |                                           |                                                         |                                                                                                 |
| Ručna preša za izradu osnova saća iz 1911. (Encyclopædia Britannica). | Satna osnova sa žicama umetnutim u okvir. | Listovi satnih osnova od pčelinjeg voska u proizvodnji. | Drveni okvir za saće. Žice se koriste za učvršćivanje satnih osnova od pčelinjeg voska u okvir. |